# Willem van den Bogaerde de Merlebeke

Het wapen van den Bogaerde

Willem van den Bogaerde de Merlebeke (Brugge, 30 april 1750 - 15 januari 1839) was een Belgisch politicus en mecenas, ondersteuner van verenigingen die zich bekommerden om de Nederlandse taal.

## Levensloop
Willem of Guillaume van den Bogaerde de Merlebeke behoorde tot de Brugse notabele en gedeeltelijk adellijke familie Van den Bogaerde.
Zijn ouders waren Donaas III van den Bogaerde (1717-1756) en Marie-Thérèse Damerin de Merlebeke (1717-1792). Donaas was een welvarende grootgrondbezitter. Zijn echtgenote was de erfdochter en laatste vrouwe van Merlebeke of Merelbeke, en ook van haar erfde Willem veel eigendommen, naast de heerlijkheid van Merlebeke, waarvan hij de naam bij de zijne voegde. 
Hij had een broer, Andries van den Bogaerde (Brugge, 3 januari 1754 - 14 maart 1834), die in de Zilverstraat woonde en trouwde met Brunona de Heere. Via dit echtpaar behoren de Van den Bogaerdes tot de voorouders van koningin Mathilde. Brunona was een zus van Bruno de Heere de Beauvoorde (1757-1815), laatste schout van Brugge, en was een dochter van Jacques de Heere (°1680) en Marie-Jeanne de Peellaert.
Beide broers waren ook de stiefzoons van schout Valentin de Stappens de Harnes (1713-1777), met wie hun moeder in 1757 hertrouwde, nadat ze vroeg weduwe was geworden.
Hun oom was de belangrijke beleidsman van het Brugse Vrije, Andries-Lodewijk van den Bogaerde (1726-1799).
Willem trouwde in 1773 met Constance Van Hamme de Stampaertshoucke (Brugge, 1748-1837) en ze kregen zeven kinderen, onder wie Balthazar van den Bogaerde (1774-1824), die burgemeester werd van Oostkamp en vrijgezel bleef. Van de andere kinderen - Matthias (°1776), Maria (°1778), Thérèse (°1784), Caroline (°1785) en Willem (°1787) - waren er ongeveer geen nakomelingen, alvast geen mannelijke naamdragers.
Constance was de jongste dochter van Jan-Joris van Hamme de Stampaertshoucke (1697-1758) en Marie-Anna Jacopsen (1703-1774). Ze had twee broers, Mathias en Balthazar, die kanunnik waren in het kapittel van de Onze-Lieve-Vrouwekerk, een zus, Theresia, die intrad bij de rijke klaren, en een broer, François (1746-1820), die trouwde met Marie-Henriette Fourbisseur (1749-1839). Deze laatsten hadden twee dochters die trouwden met twee broers Van Zuylen van Nyevelt.
Willem kocht in 1783 het notabel huis Hof van Maldeghem op de Garenmarkt en woonde er met zijn gezin. In Oostkamp bezat hij (of huurde hij) het kasteel Macieberg als zomerverblijf.
Hij doorliep een curriculum van openbare functies, als volgt:
- Van 1771 tot 1788 was hij gemeenteraadslid van Brugge, in een bestuur dat jarenlang, zonder verkiezingen, aanbleef.
- In 1790 ondersteunde hij de Brabantse Omwenteling en was een van de bevelhebbers van het vrijwilligerskorps binnen de Sint-Jorisgilde.
- In de korte periode van de eerste Franse overheersing (november 1792 - maart 1793) was hij (theoretisch althans) schout van Brugge en voorzitter van de Staten van Vlaanderen.
- Tijdens de laatste Oostenrijkse periode (1793-1794) werd hij benoemd tot schepen ad vitam van het Brugse Vrije, wat korte tijd na de tweede Franse inval ongedaan werd gemaakt.

De familie Van den Bogaerde was aanwezig in de gemeente Oostkamp, waar ze heel wat eigendommen bezat. In de Hollandse tijd en tot in 1845 werd zelfs het wapen van de familie Van den Bogaerde aangenomen als het wapen van de gemeente Oostkamp. Willem bezat in deze gemeente onder meer een jeneverstokerij. Begin 1794 werd hij verkozen tot afgevaardigde voor de grote gelanden (een soort van 'Groot-Oostkamp') samen met Karel de Schietere de Caprijke. Deze functie verviel na de inlijving in de Franse Republiek.
Midden 1794 behoorde hij tot de notabelen die bij de aankomst van de Franse republikeinse troepen, op de vlucht sloegen. Hij kwam later terug.
Tijdens de revolutiejaren werd hij in de schatting van de fortuintoestand in 1796 opgegeven met een bezit van 500.000 livres. Hij slaagde erin om toch maar voor bescheiden bedragen te worden aangeslagen in de opeenvolgende speciale heffingen. 
Na 1794 bleef hij volledig afzijdig van het openbaar leven en hield zich onledig met het aankopen van nationaal goed. Pas vanaf 1802 speelde hij opnieuw een rol, weliswaar niet meer in de politiek, maar in het culturele leven.

## De Rederijkerskamer
Willem van den Bogaerde was actief in het verenigingsleven als:
- lid van de Sint-Jorisgilde (1768),
- lid van de Sint-Sebastiaansgilde (1769),
- lid van de Edele Confrerie van het Heilig Bloed (1770) en proost in 1783,
- voogd van de Bogardenschool (1771),
- lid van de schermersgilde van Sint-Michiel (1790),
- lid van de Société littéraire (1790-1796 en 1810-1813),
- bestuurslid van de Brugse Kunstacademie,
- lid van de kerkraad van de Onze-Lieve-Vrouwekerk.

In 1802 werd hij hoofdman van de opnieuw tot leven gekomen Rederijkerskamer van het Heilig Kruis, voortaan eerder bekend onder de gelaïciseerde naam van Kunst en Eendracht. Onder zijn leiding en vooral met zijn financiële ondersteuning kende de vereniging gloriedagen. De vergaderingen gingen door in de Koninklijke Kroon, eigendom van Willem van den Bogaerde in de Predikherenstraat, waar de hoofdman gratis een gildekamer ter beschikking stelde. Hij was ook de financier van de talrijke prijskampen die de kamer organiseerde, zowel wat betreft het drukken van oproepen tot deelname als voor het aankopen van toe te kennen prijzen. 
Willem was onder het Verenigd Koninkrijk der Nederlanden eveneens betrokken bij de
- Koninklijke Maatschappij van Vaderlandsche Taal en Letterkunde te Brugge, als lid,
- Maatschappij tot Nut van 't Algemeen in Brugge, als bestuurslid.

In tegenstelling tot andere leden van de familie vroeg hij geen opname in de adel aan, noch onder het Nederlands, noch onder het Belgisch koninkrijk.